# 长尾秀丽槭
长尾秀丽槭（学名：Acer elegantulum var. macrurum）为槭树科槭属下的一个变种。

## 扩展阅读
- 維基物種上的相關：长尾秀丽槭